# Alfred Adler (ethnologue)
Pour les articles homonymes, voir Alfred Adler (homonymie) et Adler.
Alfred Adler, né en 1934, est un anthropologue et ethnologue français, spécialiste des religions d'Afrique subsaharienne.

## Biographie
Alfred Adler naît en 1934. Il est un enfant caché pendant la Seconde Guerre mondiale, et perd ses parents et sa sœur, assassinés en déportation. 
Il est chercheur au CNRS à partir de 1964, directeur de recherches retraité à l'École pratique des hautes études où il était titulaire de la chaire Religions d’Afrique noire. Ses travaux s'inscrivent dans le champ de l’anthropologie politique et religieuse de l’Afrique noire.
Il a été l'époux de Laure Adler et ils ont eu un fils.
Son ouvrage Le Pouvoir et l'Interdit. Royauté et Religion en Afrique noire a été récompensé par le prix Louis-Castex de l'Académie française en 2001.

## Publications
- (avec András Zempléni), Le Bâton de l'aveugle : Divination, maladie et pouvoir chez les moundang du Tchad, Hermann, 1972, 223 p.  (ISBN 9782705656874)
- La mort est le masque du roi : la Royauté sacrée des Moundang du Tchad, Payot, 1982, 427 p.
- « L'amitié chez les Moundang », 1985 (extrait de Culture, tome V, vol. 1)
- « Le royaume moundang de Léré », dans Claude Tardits (dir.), Princes & Serviteurs du royaume : Cinq Études de monarchies africaines, Société d'ethnographie, Paris, 1987, p. 137-170
- « Royauté et sacrifice chez les Moundang du Tchad », dans Michel Cartry (dir.), Sous le masque de l'animal : Essais sur le sacrifice en Afrique noire, Presses universitaires de France, Paris, 1987, p. 89-130
- « Des rois et des masques : essai d'analyse comparative (Moundang du Tchad, Bushong de l'ex-Zaïre) », dans L'Homme (Paris), n° 145, janvier-mars 1998, p. 169-203
- Le Pouvoir et l'Interdit. Royauté et Religion en Afrique noire, A. Michel, 2000, 330 p., Prix Louis-Castex de l’Académie française en 2001[4],[5].
- Roi sorcier, Mère sorcière. Parenté, politique et sorcellerie en Afrique noire, éditions du Félin, 2006, 248 p.[6].